# 阿武松緑之助
阿武松 緑之助（おうのまつ みどりのすけ、1791年（寛政3年） - 1852年1月20日（嘉永4年12月29日））は、能登国鳳至郡七見村（現：石川県鳳珠郡能登町）出身で武隈部屋（一時期粂川部屋、雷部屋）に所属した大相撲力士。第6代横綱。本名は佐々木姓までは多くの文献で一致しているが、名は「長吉」や「常吉」とする文献が存在するほか、名を記さずに佐々木姓のみ記述する文献があるため、不明である。

## 来歴
寛政3年（1791年）に能登国七海村で生まれる。実家は農家で馬子だった。文化12年(1815)に江戸に出る。四壁庵茂鳥の『わすれのこり』によると、江戸・柳橋でコンニャク屋の下男をしているうちに力士を志したとされ、郷土では幼少より力自慢で力士を目指して江戸へ出たとされる。
文化11年（1814年）に江戸で武隈文左衛門に弟子入りして小車と名乗り、その後一度は国に帰されたが、再び江戸に出て錣山喜平次の弟子となって小緑と称し、さらに小柳長吉と改名、文化12年冬場所に東方序の口で張り出される。長州藩主・毛利斉熙のお抱え力士となり、扶持米50俵を給せられる。文政5年（1822）には入幕を果たし、文政7年（1824）に小結、翌8年（1825）に関脇、9年（1826）に大関と昇格し、10年（1827）には阿武松緑之助と改名した。
稲妻雷五郎と競い合って文政から天保にかけての相撲人気を盛り上げ、文政11年（1828年）の3月場所で横綱免許を受けた。これは、5代横綱小野川喜三郎引退以来約30年ぶりの横綱就任となった（就任当時歴代5人の横綱は全て鬼籍に入っていたため、唯一の存命横綱となっていた）。
天保6年（1835年）に引退したが、初土俵以来一度も負け越すことはなかったという。嘉永4年（1851年）12月に江戸で没し、深川浄心寺（浄心寺塔頭の一つ玉泉院墓地内）に眠る。法号は常建院法鷲月山居士。

## 四股名
四股名である「阿武松」は、萩の景勝地「阿武の松原」に由来する。
現在、「阿武松」の名は日本相撲協会の年寄名跡の一つとされ、一種の止め名となっている。

## 人物
温厚で義理が堅く、情誼に篤くて長者の風格を具えていた。そのため、相撲は良く言えば慎重、悪く言えば消極的な取り口で作戦的な立合いが多く、「待った、待ったと、阿武松でもあるめぇし…」と江戸の流行言葉にもされた。
色白で力が籠もると満身に赤を注いだ様になり、その姿は錦絵と称された。

## エピソード
- 落語や講談では、阿武松があまりの大食漢の割に出世が遅いので、武隈部屋を破門となって故郷にも帰れないために自害を決意。「この世の名残に」と入った飯屋でその食いっぷりを主人から見込まれて、錣山部屋に入門したということになっている。しかしながらこれは創作であり、師匠の代変わりで所属が粂川から雷と転々としているほか、抱え藩も盛岡藩から萩藩へ変わったことが誤解されて広まったものである。
- 長州で博多織の帯の一種が「小柳帯」と呼ばれたほど、婦人に人気があった。小柳とは、阿武松が「阿武松」を名乗る前の四股名である。
- 二代目中村芝翫（初代中村翫雀、のちの4代目中村歌右衛門）と交流があり、芝翫は秋津島の役を阿武松に扮して演じ、評判を取った[7][8]。

## 主な成績
- 幕内通算成績：142勝31敗24分8預1無37休（26場所）　勝率.821
- 優勝相当成績：5回

### 場所別成績
江戸相撲の本場所のみを示す。
| 1815年 | 新序 0–0–9 1預         | 東序ノ口14枚目 6–0–4   |
| 1816年 | 西序二段15枚目 8–0     | 西三段目29枚目 7–1–2   |
| 1817年 | 西三段目16枚目 7–2–1   | 西三段目6枚目 7–2–1    |
| 1818年 | 西三段目3枚目 5–3–2    | 西三段目2枚目 8–1–1    |
| 1819年 | 西幕下20枚目 9–1       | 西幕下17枚目 8–1 1預   |
| 1820年 | 西幕下15枚目 3–1 1預   | 西幕下10枚目 7–1–1 1無 |
| 1821年 | 東幕下7枚目 8–2        | 番付非掲載 不出場      |
| 1822年 | 東幕下2枚目 6–2 1分1無 | 東前頭7枚目 6–3 1分    |
| 1823年 | 東前頭5枚目 4–2 1無    | 東前頭2枚目 7–2 1分    |
| 1824年 | 東前頭2枚目 8–1–1      | 東小結 6–2–2           |
| 1825年 | 東小結 8–2             | 東関脇 6–2–2           |
| 1826年 | 東関脇 5–1–3 1預       | 東大関 8–0–1 1分       |
| 1827年 | 東大関 4–1–1 1預       | 東大関 6–0             |
| 1828年 | 東大関 3–3–2 1分1預    | 東大関 7–1–2           |
| 1829年 | 東大関 5–0–1 1分       | 東大関 6–0–1 2分1預    |
| 1830年 | 東大関 7–1–1 1預       | 東大関 3–1–4 2預       |
| 1831年 | 東大関 4–0–4 2分       | 東大関 3–0–5           |
| 1832年 | x                      | 東大関 7–1–1 1分       |
| 1833年 | 東大関 5–0–1 4分       | 東大関 2–2 3分1預      |
| 1834年 | 東大関 6–1–1 2分       | 東大関 5–3–1 1分       |
| 1835年 | 東大関 7–0–1 2分       | 東大関 引退 4–2–2 2分  |
| 各欄の数字は、「勝ち-負け-休場」を示す。 優勝 引退 休場 十両 幕下 三賞：敢=敢闘賞、殊=殊勲賞、技=技能賞 その他：★=金星 番付階級：幕内 - 十両 - 幕下 - 三段目 - 序二段 - 序ノ口 幕内序列：横綱 - 大関 - 関脇 - 小結 - 前頭（「#数字」は各位内の序列） |                        |                        |

## 墓所等
- 墓所は東京都江東区三好1-4の玉泉院墓地内にある[4]。
- 1937年（昭和12年）に故郷の石川県能登町七海に横綱阿武松碑（高さ4.5メートル、幅2.4メートル）が建立された[2]。